# Phytala elais
Phytala elais is een vlinder uit de familie van de Lycaenidae. De wetenschappelijke naam van de soort is voor het eerst geldig gepubliceerd in 1852 door Doubleday & Hewitson.